# Pai Pedro
Pai Pedro est une municipalité brésilienne de l'État du Minas Gerais et la microrégion de Janaúba.